# Eublemma cyrenaea
Eublemma cyrenaea is een vlinder van de familie van de spinneruilen (Erebidae). De wetenschappelijke naam van deze soort is voor het eerst voorgesteld als Porphyrinia cyrenaea door Emilio Turati in een publicatie uit 1924.

## Verspreiding
De soort komt voor in Libië, Egypte, Israël, Jordanië en Socotra (Jemen).

## Ondersoorten
- Eublemma cyrenaea cyrenaea Turati, 1924
- Eublemma cyrenaea samhara Hacker & Saldaitis, 2016 (Socotra)
  - = Eublemma mediovittata Hacker & Saldaitis, 2016